# Radio Mallku
Radio Mallku ("Radio Condor" en quechua) est une chaîne de radio bolivienne créée en 1996 à Uyuni.

## Histoire
Radio Mallku est une chaîne de radio associative, créée à l'origine pour venir en aides aux Indiens vivant dans le salar et l'Altiplano, des endroits pauvres et arides. La station n'est composée que de deux employés, dont Freddy Juarez Huarachi, directeur et rédacteur en chef, et Clotilda, collaboratrice, ainsi que de quelques assistants qui interviennent de temps en temps. Tous assurent à la fois leur rôle de journaliste, reporter, technicien... Radio Mallku est la seule source d'information pour les 45 000 auditeurs vivant dans cette région coupée du monde et sans produit de consommation. Pas de publicité donc, Radio Mallku ne diffuse essentiellement que des reportages, de l'information locale, et des militants qui font leurs chroniques de leurs vies difficiles. Elle émet quatre heures par jour sur la fréquence 4 795 kHz sur le salar et l'Altiplano bolivien.
La station est basée à Uyuni, dans le département de Potosí.

## Documentaire
- Radio Mallku : la radio des sans voix, reportage de 13 minutes de Dominique Lenglart et Jean-Marcel Milan, VM Group, Faut pas rêver, France 3, 2004